# Thomas de Colmar
Thomas de Colmar, vlastním jménem Charles Xavier Thomas [šárl ksavje toma] (5. května 1785 Colmar – 12. března 1870 Paříž), byl francouzský vynálezce a velmi úspěšný podnikatel v pojišťovnictví.

## Život a působení
Narodil se v rodině lékaře, v letech 1809-1817 sloužil ve francouzské armádě a jako vysoký proviantní důstojník měl na starosti zásobování armád ve Španělsku a Portugalsku. Roku 1810 se v Seville seznámil s Frasquitou Garcia de Ampudia Alvarez ze staré šlechtické rodiny, s níž se oženil a měli spolu deset dětí. Po roce 1818 opustil armádu a založil požární pojišťovnu Phoenix. V této souvislosti se začal zabývat mechanickým počítáním a roku 1820 si dal patentovat svůj Arithmometr, za nějž byl roku 1821 jmenován rytířem Řádu čestné legie, načež se začal podepisovat jako Thomas de Colmar. V letech 1829 a 1843 založil dvě další pojišťovny, které měly velký úspěch a jsou dnes součástí pojišťovací společnosti GAN.
Zpočátku byl plně zaměstnán vedením svých firem, až roku 1852 začal svůj Arithmometr vyrábět a prodávat. Jednoduchý a velmi spolehlivý přístroj měl úspěch a do Thomasovy smrti se jich vyrobilo přes 1000 kusů. Koncem 19. století jej začala napodobovat řada dalších firem, ale i Thomasova firma jej vyráběla v různých modifikacích až do roku 1915 v celkovém počtu přes 5000 kusů. Thomas de Colmar je pochován na pařížském hřbitově Père-Lachaise.

## Odkazy

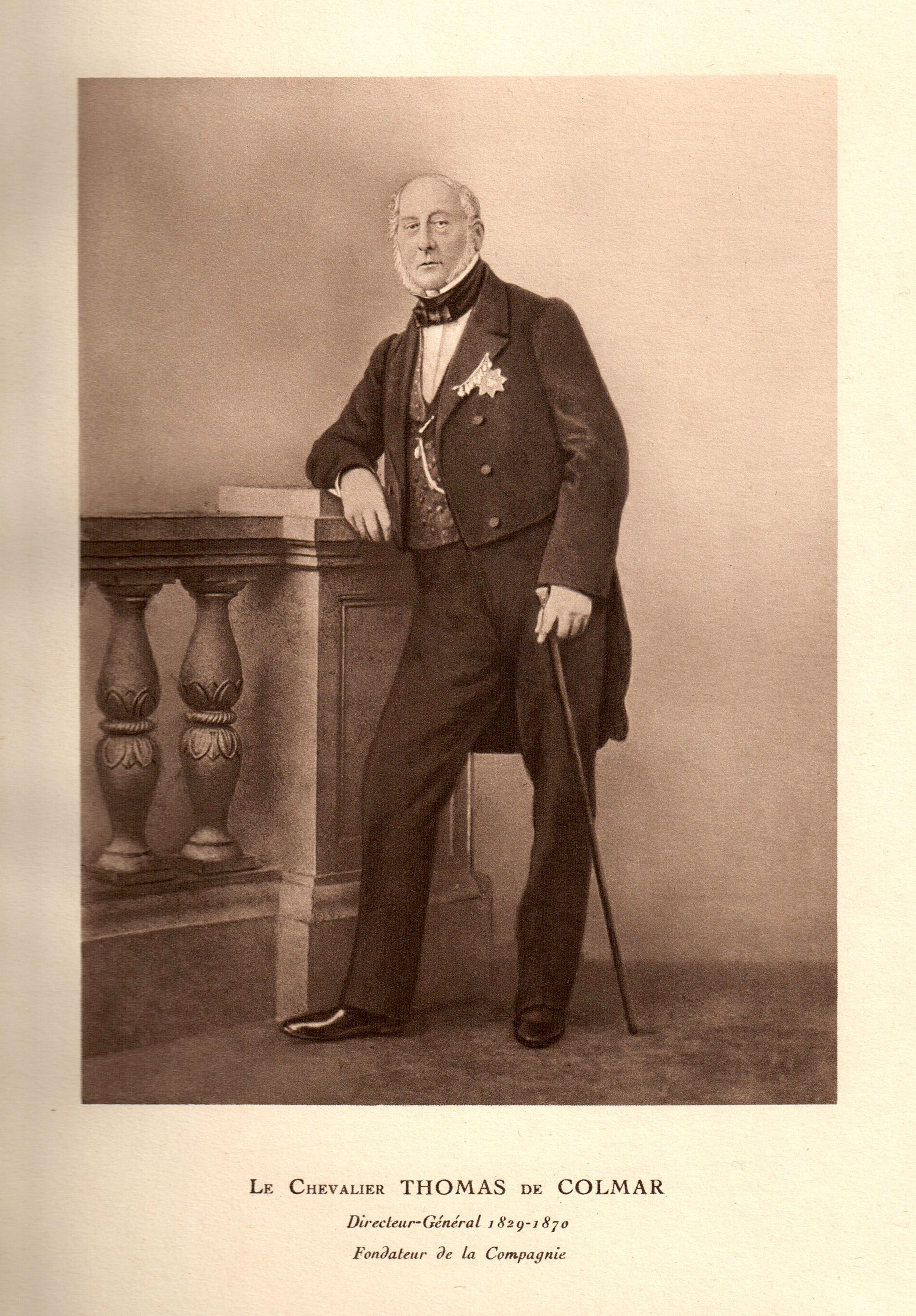
Charles Xavier Thomas